# Lugngöl, Småland
Lugngöl är en sjö i Valdemarsviks kommun i Småland och ingår i Vindåns huvudavrinningsområde.